# Обервальд (Карлсруе)
48°58′54″ пн. ш. 8°25′29″ сх. д. / 48.98166667° пн. ш. 8.42472222° сх. д.

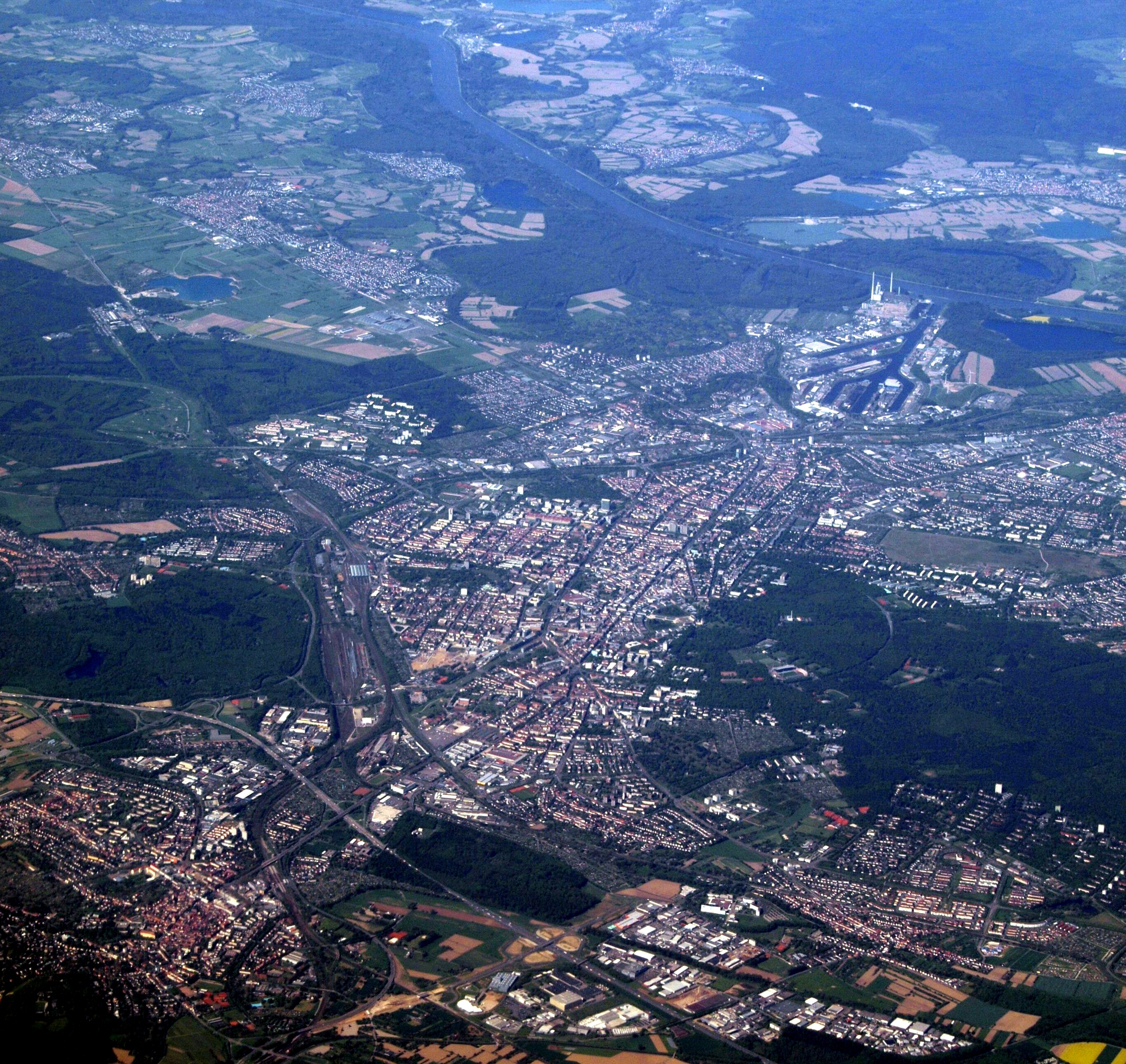
Краєвид з повітря на Карлсруе (вид з північного сходу), Обервальд прямо під серединою лівого краю зображення

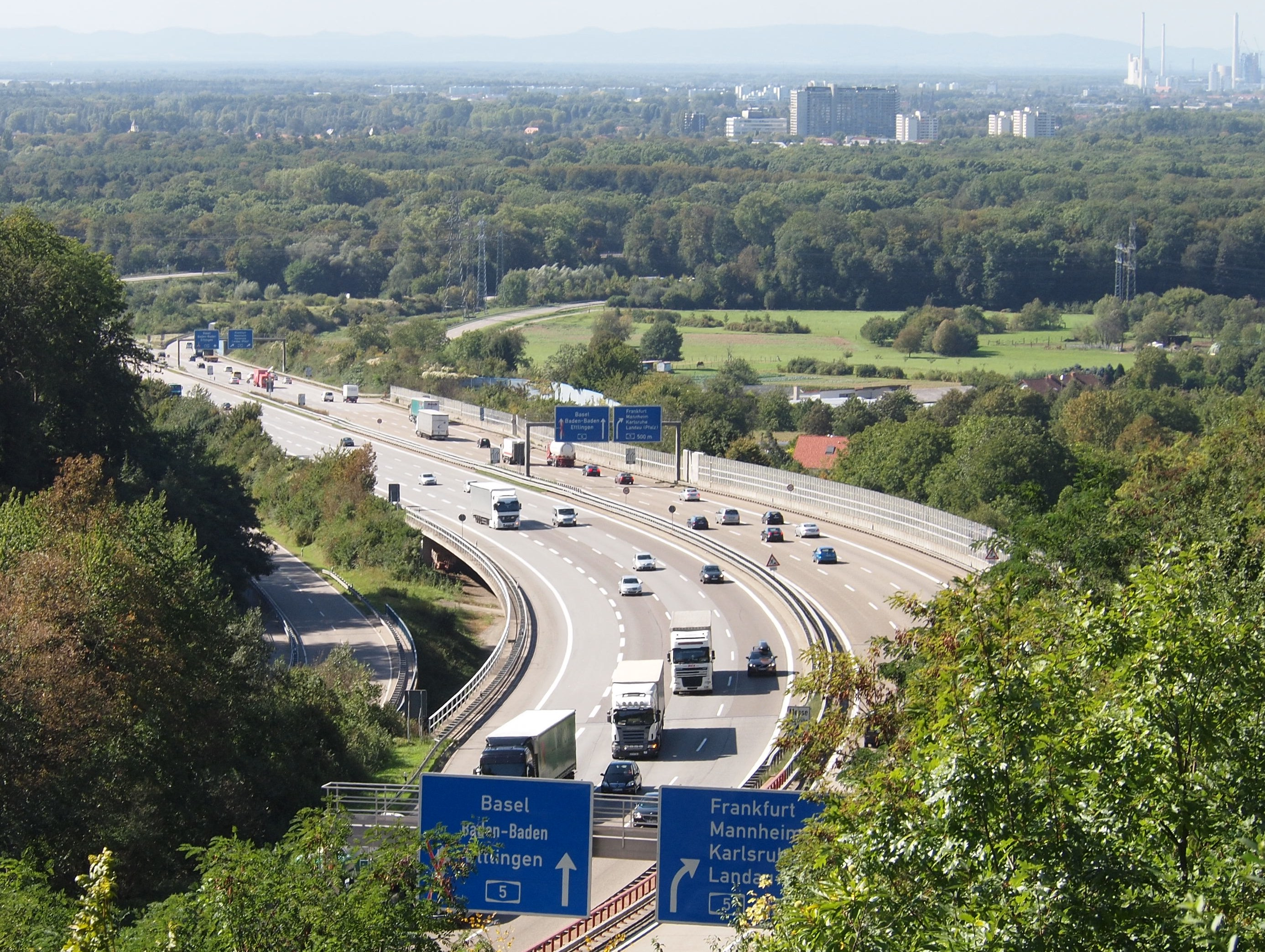
Поворот автостради біля Карлсруе з Обервальдом на задньому плані

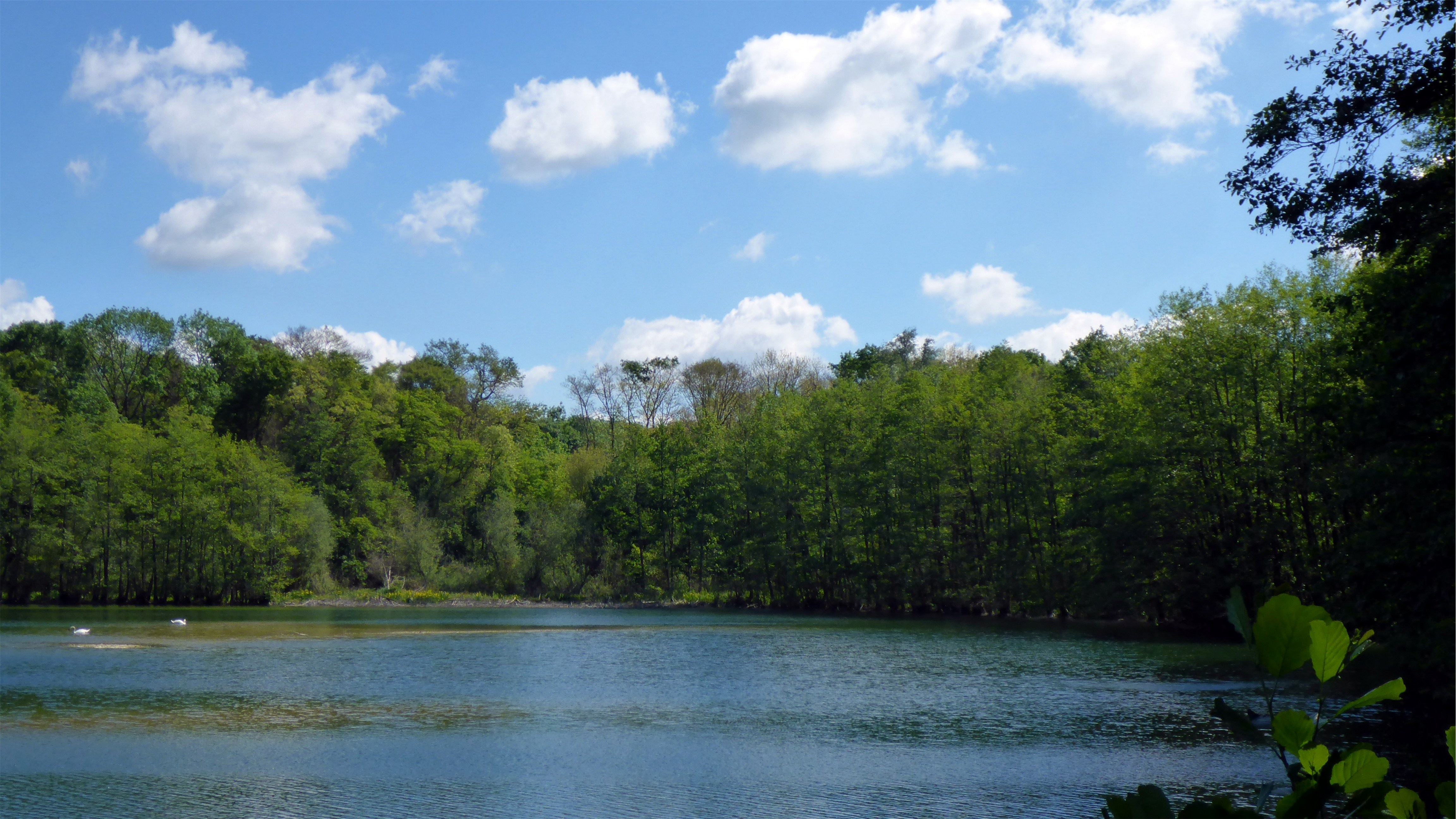
Ерлахзее, яке знаходиться під охороною

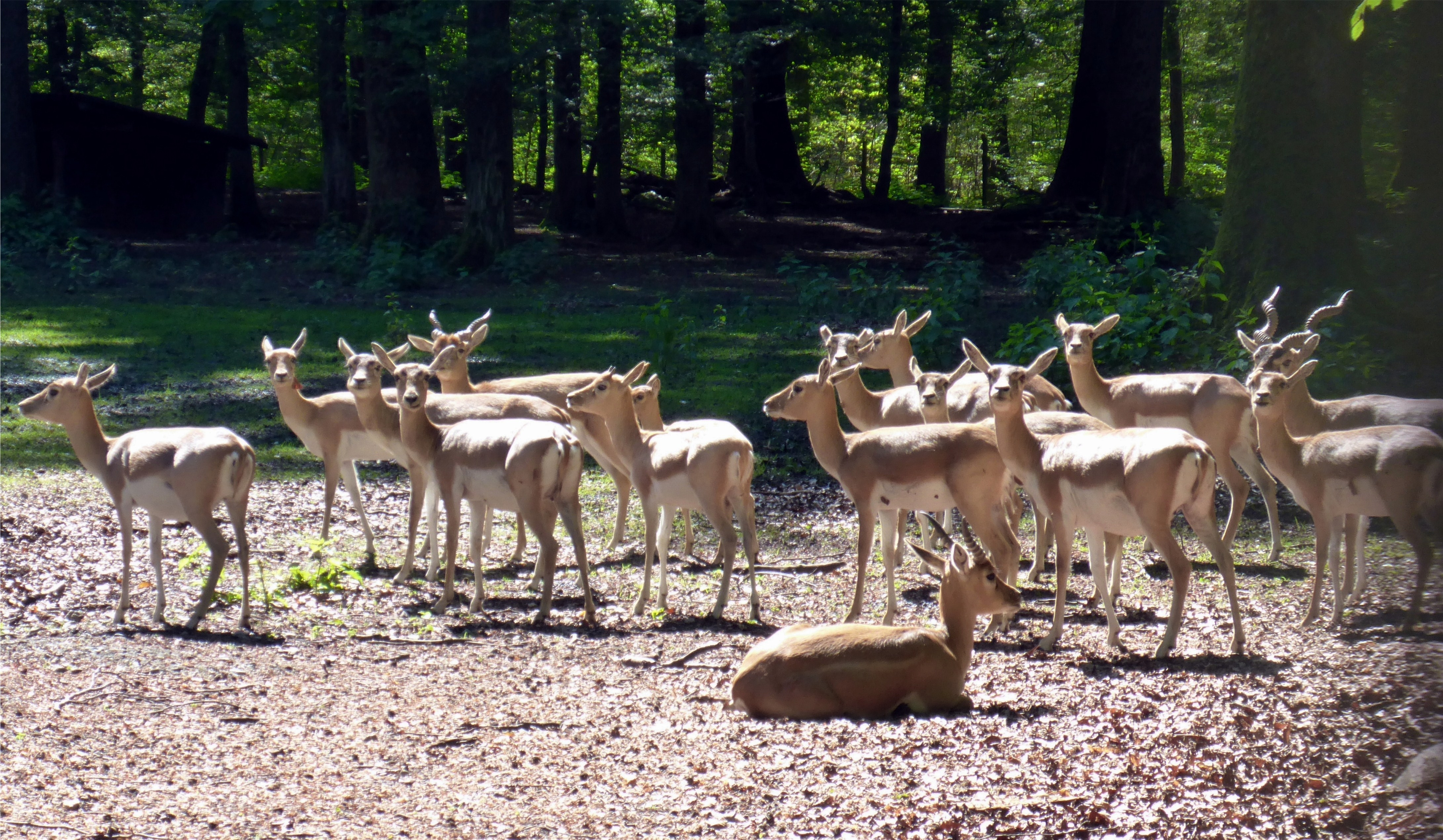
Антилопа Блекбак в Обервальдському зоопарку

Обервальд — найбільша лісова зона Карлсруе, знаходиться в западині Кінціг-Мург-Рінне.

## Розташування
Обервальд лежить на Верхньорейнській рівнині на південь від центру Карлсруе; на півночі він межує з південною дотичною Карлсруе (окружні дороги 9657 і 9652), яка була розроблена як автомагістраль, на сході та півдні федеральною автострадою 5 і поворотом автостради, а на заході — районами Карлсруе Даммершток і Рюппурр, які відокремлюють його від річки Альб. 
Як і Вайгервальд на заході, Обервальд лежить у старій річковій долині; річка післяльодовикового періоду розділилася на різні рукави, залишки яких видно досі.
Кілька невеликих водойм протікають через Обервальд, включаючи штучно створений Шайдграбен. В Обервальді є два кар’єрних озера, Обервальдзее та обгороджене Ерлахзее, глибина якого досягає дванадцяти метрів, яке утворилося під час будівництва автомагістралі.

## Заповідні території, рослинний і тваринний світ
З 29 березня 1977 року під номером 2.12.008 ця територія визнана природоохоронною територією Обервальд, площею 573,2 га. У середині природоохоронної території знаходиться природний заповідник № 2066 Ерлахзее площею 16,4 га.
Ліс складають дуб звичайний і граб звичайний. З наземної рослинності зустрічаються численні анемона дібровна, а також пшінка весняна, жеруха лучна, глуха кропива пурпурова. 
Обервальд багатий на комах і метеликів, таких як легіт дубовий.
Ерлахзее є притулком для болотних і водоплавних птахів.

## Використання
На північному краю Обервальда розташована водопровідна споруда Дурлахер-Вальд, спланована Робертом Гервігом і введена в експлуатацію в 1871 році

Різноманітні спортивні споруди розташовані на околиці Даммерштока та Рюппурра. 
На сході також є спортивні майданчики, зокрема Обервальдштадіон і тир (біля Обервальдзее).
На півночі Обервальда знаходиться 16 га великого вільного доступного Обервальдського зоопарку, який існує з 1965 року та був перенесений із зоопарку Карлсруе під час роботи Федеральної садової виставки. 
У відкритих вольєрах живуть джейрани, бізони, коні Пржевальського та месопотамські лані, двогорбі верблюди, олень біломордий та снігові кози.